# NGC 1867
NGC 1867 ist ein offener Sternhaufen der Großen Magellanschen Wolke im Sternbild Schwertfisch. Er wurde am 3. Januar 1837 vom britischen Astronomen John Herschel entdeckt.